# The Handmaiden
Người hầu gái (tiếng Anh: The Handmaiden, tiếng Hàn: 아가씨; Romaja: Agassi) là một bộ phim điện ảnh tâm lý về đề tài chiến tranh của Hàn Quốc ra mắt khán giả trong năm 2016 do Park Chan-wook làm đạo diễn và Chung Seo-kyung đồng viết kịch bản, phim có sự tham gia của dàn diễn viên: Kim Min-hee, Ha Jung-woo, Cho Jin-woong và Kim Tae-ri. Tác phẩm được chuyển thể dựa trên cuốn tiểu thuyết Fingersmith của nhà văn người xứ Wales Sarah Waters, với bối cảnh thay đổi từ Thời đại Victoria ở Vương quốc Anh sang thời kỳ bán đảo Triều Tiên nằm dưới sự cai trị của Đế quốc Nhật Bản. Phim đã được lựa chọn để tham gia tranh cử giải Cành cọ vàng tại Liên hoan phim Cannes 2016.

## Nội dung phim
Trong thời kỳ phát xít Nhật chiếm đóng Triều Tiên, một trùm lừa đảo người Triều Tiên đội lốt quý tộc Nhật Bản dưới danh hiệu 'Bá tước Fujiwara' đã thuê một nữ đạo chích mồ côi có tên là 'Sook-Hee' - xuất thân từ một gia đình nghèo khổ chuyên hành nghề ăn trộm để kiếm sống - trở thành hầu gái cho một nữ quý tộc người Nhật chuẩn bị thừa kế khối gia sản lớn là 'Tiểu thư Hideko', người mà Fujiwara ý định sẽ kết hôn, nhằm mục đích ăn cắp quyền thừa kế và chiếm đoạt khối tài sản khổng lồ của nữ quý tộc rồi sau đó tống cô vào bệnh viện tâm thần. Sook-Hee với cái tên giả là 'Tamako' đã thâm nhập vào dinh thự của Hideko do người chú nghiêm khắc, độc đoán và tàn nhẫn của cô là 'Ngài Kouzuki' làm chủ.
Công việc của Tamako hằng ngày là chuẩn bị trang phục cho tiểu thư Hideko để cô có thể luyện đọc sách cùng với Ngài Kouzuki và khách của ông. Đồng thời phải hỗ trợ Fujiwara lấy lòng tiểu thư bằng cách nói tốt cho hắn khiến cô xiêu lòng và chấp nhận lời cầu hôn. Sau một buổi đọc sách, tiểu thư Hideko yêu cầu Tamako ngủ cùng mình vì sợ gặp ác mộng, để rồi hai người họ cùng nhau dưới mục đích hướng dẫn tiểu thư Hideko phục vụ chồng tương lai của cô sau này. Tamako dường như muốn chống đối Fujiwara nên hắn đã ra tối hậu thư cho cô, phải biết nghĩ tới gia đình đang ở nhà chờ cô thành công đem tiền trở về. Khi tiểu thư Hideko nói rằng mình không yêu bá tước mà yêu một người khác, liệu Tamako vẫn muốn cô lấy bá tước không thì Tamako vẫn trả lời là có khiến cho tiểu thư tức giận tát nàng 2 cái rồi nhốt vào phòng.
Sau khi nhận lời cầu hôn của bá tước, hai người họ lên kế hoạch trốn khỏi dinh thự và được bá tước đón sẵn ở bờ sông gần đó. Ba người tới Nhật Bản, Hideko và Fujiwara làm đám cưới. Cuối cùng khi đến bệnh viện tâm thần, hóa ra tiểu thư Hideko đã thông đồng với bá tước Fujiwara từ trước để lừa Tamako thay thế cô vào nhập viện, và lấy danh tính Sook Hee để cao chạy xa bay với bá tước Fujiwara.
Quay về lúc tiểu thư Hideko mới tới Triều Tiên lúc 5 tuổi đã bị bắt phải tìm hiểu những sách ảnh từ người chú bệnh hoạn Kouzuki.
Bá tước Fujiwara với ý định quyến rũ Hideko để chiếm đoạt tài sản nhận ra cô đã chết trong lòng từ lâu thì việc quyến rũ là bất khả thi nên đã đưa ra một đề nghị hợp tác để cô có được tự do còn bản thân sẽ có nửa số tài sản thừa kế của tiểu thư. Tiểu thư đồng ý và yêu cầu Fujiwara tìm một người làm hầu gái cho mình để thế thân sau này. Nào ngờ tiểu thư nảy sinh tình cảm với Tamako và có ý định bỏ cuộc, thậm chí cô chấp nhận tiếp tục sống ở dinh thự, tiếp tục đọc sách cho chú mình, chỉ cần Tamako bên cạnh, nhưng Tamako vẫn khăng khăng muốn cô chấp nhận cuộc hôn nhân với bá tước khiến cô suy sụp, tát Tamako 2 cái và quyết định tự tử ở cây đào nơi dì mình đã treo cổ trước đó. May mắn Tamako đã cứu tiểu thư kịp lúc và thú nhận mục đích của mình là để lừa tiểu thư cưới tên bá tước giả kia, tiểu thư Hideko cũng nói ra sự thật mình và bá tước chỉ đang lợi dụng Tamako. Sau cùng 2 người quyết định hợp tác cùng nhau để thoát khỏi bá tước Fujiwara.
Tiểu thư Hideko tiết lộ bí mật thật sự về những buổi đọc sách của mình cho Tamako. Họ cùng nhau bỏ trốn nhằm hướng về một tương lai mới.
Sau khi Sook Hee đã vào bệnh viện tâm thần, tiểu thư Hideko lừa Fujiwara uống rượu có thuốc ngủ để hắn bất tỉnh và cô lấy hộ chiếu, toàn bộ tiền bạc, quần áo của hắn và đi gặp Sook Hee sau khi Sook Hee được Book-sun giải cứu. Đồng thời, cô giao nộp hắn cho chú mình như một món quà thể hiện lòng biết ơn vì đã đem Sook Hee tới. Kouzuki sau khi biết được sự thật về thân phận của Fujiwara đã tra tấn. Fujiwara kể lại câu chuyện nhưng hắn không biết rằng thực tế đêm hôm đó Hideko đã "tự sướng" rồi cắt tay mình giả làm máu trên nệm. Khi Kouzuki yêu cầu thêm chi tiết thì Fujiwara lúc này đã hút hết hai điếu thuốc có chứa thủy ngân và từ chối kể thêm, khói độc từ thủy ngân đã khiến cho cả hai cùng mất mạng.
Trên chuyến tàu đi đến Thượng Hải, Hideko và Sook Hee cùng nhau ăn mừng sự tự do.

## Danh sách diễn viên và phân vai
- Kim Min-hee vai Quý cô Hideko
- Kim Tae-ri vai Sook-hee
- Ha Jung-woo vai Bá tước Fujiwara
- Cho Jin-woong vai Ngài Kouzuki
- Kim Hae-sook vai nữ quản gia trưởng Sasaki
- Moon So-ri vai người cô của Hideko
- Lee Yong-nyeo vai Bok-soon
- Lee Dong-hwi vai Goo-gai

## Sản xuất
Phim bắt đầu được sản xuất vào giữa năm 2015 và đóng máy vào ngày 31 tháng 10 năm 2016.

## Phát hành đón nhận và phê bình
Phim được dán mác 18+ tại một số quốc gia như Đài Loan và Úc do một số cảnh nóng táo bạo trong phim.
Người hầu gái đã nhận được rất nhiều những đánh giá tích cực, được các khán giả, truyền thông và giới phê bình điện ảnh đón nhận cũng như đem về doanh thu lớn. Trên trang web Rotten Tomatoes, phim có tỷ lệ đánh giá 94% dựa trên 116 bài phê bình với số điểm trung bình là 8.2/10. Với sự đồng thuận cao, các nhà phê bình của trang web viết: "Người hầu gái đã sử dụng một cuốn tiểu thuyết tội phạm từ thời Victoria để trở thành nguồn cảm hứng nhỏ cho những sự xa hoa bên ngoài và mang phong cách riêng biệt đầy hấp dẫn mang đậm tính cá nhân, nghệ thuật cũng như thương hiệu làm phim của đạo diễn Park Chan-wook". Trên trang Metacritic, phim cũng có số điểm cao là 8.4/10 dựa trên 38 bài phê bình với hầu hết là những lời khen ngợi.
Tại Liên hoan phim Cannes 2016, đạo diễn Park Chan-wook đã được đề cử giải Cành cọ vàng và bộ phim cũng đủ điều kiện tranh cử giải Queer Palm. Trưởng bộ phận nghệ thuật Ryu Seong-hye sau đó còn đoạt giải Vulcan Độc lập cho vai trò chỉ đạo nghệ thuật trong phim.